# Wild Goose
HMS Wild Goose (U45) war eine Sloop der modifizierten Black-Swan-Klasse der britischen Royal Navy. Sie war eines von mehreren Schiffen dieser Klasse, die an dem in Großbritannien berühmt gewordenen „six-in-one trip“ (dt. etwa: „sechs auf einer Fahrt“) unter dem Kommando von Frederic John Walker teilnahmen, als im Januar/Februar 1944 sechs deutsche U-Boote (alle vom Typ VIIC) auf einer Patrouille versenkt werden konnten: U-592 am 31. Januar, U-762 am 8. Februar, U-734 und U-238 am 9. Februar, U-424 am 11. Februar sowie U-264 am 19. Februar.

## Geschichte
Das Schiff wurde bei Yarrow Shipbuilders in Scotstoun bei Glasgow gebaut. Am 28. Januar 1942 erfolgte die Kiellegung, am 14. Oktober 1942 wurde es vom Stapel gelassen und am 11. März 1943 in Dienst gestellt. Die Bauwerft hatte mit Flamingo und Black Swan schon die ersten Sloops dieser Kasse gebaut. Neben der Wild Goose entstanden noch weitere drei Schiffe für die Royal Navy und zwei ähnliche Sloops für die Royal Indian Navy.
Die Sloop war das erste Schiff der Royal Navy, das nach der Wildgans benannt wurde. Sie wurde im Zweiten Weltkrieg mit den Battle Honours Atlantic 1943–44, Biscay 1943, Normandy 1944, Artic 1944 und English Channel 1945 ausgezeichnet. Bei ihrer Indienststellung wurde die Wild Goose der 2nd Escort Group zugeteilt.

### Beteiligung derWild Goosean Versenkungen von U-Booten
- 24. Juni 1943: Versenkung von U 449 (Typ VII C, 49 Tote) nordwestlich von Kap Ortegal durch Wasserbomben zusammen mit den Schwesterschiffen Wren, Woodpecker und Kite der Escort Group.
- 30. Juli 1943: Versenkung von U 462 (Typ XIV, 1 Toter) im Golf von Biskaya, durch eine Handley Page Halifax und Wasserbomben der Wren, Kite, Woodpecker und Woodcock. 64 Besatzungsmitglieder des U-Tankers wurde gerettet und gefangen genommen.
- 30. Juli 1943: Versenkung von U 504 (Typ IX C, 53 Tote) im Nordatlantik vor Kap Ortegal mit der Kite und Woodpecker durch Wasserbomben.
- 6. November 1943: Versenkung von U 226 (Typ VII C, 51 Tote) im Nordatlantik, östlich von Neufundland, durch Wasserbomben zusammen mit Starling, Woodcock und Kite.
- 31. Januar 1944: Versenkung von U 592 (Typ VII C, 49 Tote) südwestlich von Irland gemeinsam mit Starling und Magpie.
- 8. Februar 1944: Versenkung von U 762 (Typ VIIC, 51 Tote) zusammen mit Woodpecker im Nordatlantik durch Wasserbomben.
- 9. Februar 1944: Versenkung von U 734 (Typ VIIC, 49 Tote) zusammen mit Starling südwestlich von Irland.
- 11. Februar 1944: Versenkung von U 424 (Typ VIIC, 50 Tote) durch Wasserbomben zusammen mit Woodpecker südwestlich von Island.
- 15. März 1944: Versenkung von U 653 (Typ VIIC, 51 Tote) zusammen mit Starling und einer Fairey Swordfish des Geleitträgers Vindex.
- 6. Mai 1944: Versenkung von U 473 (Wetterboot Typ VIIC, 23 Tote) südwestlich von Irland zusammen mit Starling und Wren durch Wasserbomben und Artillerie. Wild Goose rettete einige der 30 überlebenden Besatzungsangehörigen des versenkten Boots.
- 27. Februar 1945: Versenkung von U 327 (Typ VII C/41, 46 Tote) im westlichen Ärmelkanal durch Wasserbomben zusammen mit den Fregatten Labuan und Loch Fada.

### Nachkriegsverwendung
Nach dem Kriegsende in Europa wurde die Wild Goose vom 12. Juni bis September 1945 in Leith überholt. Die geplante Verwendung im Fernen Osten unterblieb durch das Kriegsende. Der Reserve zugewiesen, kam die Sloop schon 1946 wieder in Dienst und wurde der Station im Persischen Golf zugewiesen, wo sie bis 1955, unterbrochen durch Überholungen, im Einsatz blieb.

## Verbleib
Das seit 1948 als Fregatte klassifizierte Schiff (Kennung F45) wurde im Februar 1956 zum Abbruch verkauft, der in Bo’ness am Firth of Forth erfolgte.